# Elecciones estatales de Zacatecas de 1992
Las elecciones estatales de Zacatecas de 1992 se llevaron a cabo el domingo 5 de julio de 1992, y en ellas se renovaron los siguientes cargos de elección popular:
- Gobernador de Zacatecas. Titular del Poder Ejecutivo del estado, electo para un periodo de seis años no reelegibles en ningún caso, el candidato electo fue Arturo Romo Gutiérrez.
- 56 ayuntamientos. Compuestos por un Presidente Municipal y regidores, electos para un periodo de tres años no reelegibles para el periodo inmediato.
- Diputados al Congreso del Estado. Electos por mayoría relativa en cada uno de los Distritos Electorales.

## Resultados electorales

### Gobernador
| Partido/Alianza | Partido/Alianza                                          | Candidato      | Candidato                   | Votos   | Porcentaje |
| --------------- | -------------------------------------------------------- | -------------- | --------------------------- | ------- | ---------- |
|                 | Partido Acción Nacional                                  |                | Ramón Medina Padilla        | 41 496  | 12.8       |
|                 | Partido Revolucionario Institucional                     |                | Arturo Romo Gutiérrez Hecho | 226 811 | 70.1       |
|                 | Partido de la Revolución Democrática                     |                | Jaime Enríquez Félix        | 42 057  | 13.0       |
|                 | Frente Democrático Zacatecano (PARM, PPS y PT)           |                | Julián Guevara Escalera     | 9 716   | 3.0        |
|                 | Partido del Frente Cardenista de Reconstrucción Nacional |                | Teresa Lira Palacios        | 3 260   | 1.0        |
| Nulos           | Nulos                                                    | Nulos          | Nulos                       | 0       | 0.0        |
| No registrados  | No registrados                                           | No registrados | No registrados              | 0       | 0.0        |
| Total           | Total                                                    | Total          | Total                       | 323 340 | 100.0      |

Fuente: Instituto de Mercadotecnia y Opinión

### Ayuntamientos
| Partido/Alianza | Partido/Alianza                                                         | Municipios |
| --------------- | ----------------------------------------------------------------------- | ---------- |
|                 | Partido Acción Nacional                                                 | 0          |
|                 | Partido Revolucionario Institucional Partido Verde Ecologista de México | 55         |
|                 | Partido de la Revolución Democrática                                    | 1          |
|                 | Frente Democrático Zacatecano (PT, PARM, PPS)                           | 0          |
|                 | Partido del Frente Cardenista de Reconstrucción Nacional                | 0          |
|                 | Partido Demócrata Mexicano                                              | 0          |
|                 | Partido Revolucionario de los Trabajadores                              | 0          |

Fuente: Instituto de Mercadotecnia y Opinión

#### Ayuntamiento de Zacatecas
- Javier Suárez del Real Berumen  Hecho

#### Ayuntamiento de Guadalupe
José Rodríguez Díaz